# A Profesionalna Futbolna Grupa 2008-2009
L'edizione 2008-2009 della A Profesionalna Futbolna Grupa vide la vittoria finale del Levski Sofia.
Capocannoniere del torneo fu Martin Kamburov (Levski Sofia), con 16 reti.

## Classifica finale
|    | Classifica             | G  | V  | N  | P  | GF | GS | Dif | Pt |
| -- | ---------------------- | -- | -- | -- | -- | -- | -- | --- | -- |
| 1  | Levski Sofia           | 30 | 21 | 6  | 3  | 57 | 18 | +39 | 69 |
| 2  | CSKA Sofia             | 30 | 21 | 5  | 4  | 54 | 22 | +32 | 68 |
| 3  | Černo More Varna       | 30 | 18 | 6  | 6  | 48 | 19 | +29 | 60 |
| 4  | Liteks Loveč           | 30 | 17 | 7  | 6  | 53 | 26 | +27 | 58 |
| 5  | Lokomotiv Sofia        | 30 | 16 | 6  | 8  | 52 | 29 | +23 | 54 |
| 6  | Lokomotiv Plovdiv      | 30 | 12 | 7  | 11 | 40 | 43 | -3  | 43 |
| 7  | PSFK Černomorec Burgas | 30 | 11 | 10 | 9  | 41 | 37 | +4  | 43 |
| 8  | Lokomotiv Mezdra       | 30 | 10 | 7  | 13 | 39 | 41 | -2  | 37 |
| 9  | Slavia Sofia           | 30 | 11 | 4  | 15 | 41 | 38 | +3  | 37 |
| 10 | Pirin Blagoevgrad      | 30 | 10 | 5  | 15 | 35 | 50 | -15 | 35 |
| 11 | Minjor Pernik          | 30 | 9  | 8  | 13 | 24 | 39 | -15 | 35 |
| 12 | Sliven                 | 30 | 8  | 8  | 14 | 32 | 40 | -8  | 32 |
| 13 | Botev Plovdiv          | 30 | 8  | 6  | 16 | 31 | 50 | -19 | 30 |
| 14 | Vihren Sandanski       | 30 | 8  | 2  | 20 | 29 | 50 | -21 | 26 |
| 15 | Spartak Varna          | 30 | 5  | 10 | 15 | 19 | 46 | -27 | 25 |
| 16 | Belasica Petrič        | 30 | 4  | 5  | 21 | 24 | 71 | -47 | 17 |

### Verdetti
- Levski Sofia Campione di Bulgaria 2008-2009.
- Vihren Sandanski, Spartak Varna e Belasitsa Petrich retrocesse in B PFG.

## Classifica marcatori
Aggiornata al 13 giugno 2009.
| Gol |  |  | Giocatore                 | Squadra                                         |
| --- |  |  | ------------------------- | ----------------------------------------------- |
| 16  |  |  | Martin Kamburov           | Lokomotiv Sofia                                 |
| 13  |  |  | Dormushali Saidhodzha     | Botev Plovdiv (6) CSKA Sofia (7)                |
| 12  |  |  | Georgi Aleksandrov Ivanov | Levski Sofia                                    |
| 11  |  |  | Jordan Jurukov            | Černo More Varna                                |
| 10  |  |  | Georgi Hristov            | Levski Sofia                                    |
| 10  |  |  | Zoran Baldovaliev         | Lokomotiv Sofia                                 |
| 10  |  |  | Pavle Delibašić           | Lokomotiv Plovdiv                               |
| 10  |  |  | Michel Mesquita           | PSFK Černomorec Burgas                          |
| 9   |  |  | Krum Bibiškov             | Liteks Loveč                                    |
| 9   |  |  | Adrián Fernández          | Černo More Varna (4) PSFK Černomorec Burgas (5) |
| 9   |  |  | Miroslav Manolov          | Černo More Varna                                |
| 9   |  |  | Saša Simonović            | Lokomotiv Mezdra                                |
| 9   |  |  | Ivan Stojanov             | Sliven                                          |
| 9   |  |  | Jordan Todorov            | CSKA Sofia                                      |